# Sprachlabor
Ein Sprachlabor (auch Sprachkabinett) ist ein speziell zum Erlernen von Sprachen ausgestatteter Raum, oder eine Software die Sprachlaborfunktionen ermöglicht, auch mobile Hardwaresysteme sind möglich. Sprachlabore finden sich oft an Schulen oder Universitäten. Es dient dem aktiven Training des Sprechens und Verstehens auf individueller Ebene, getrennt in Kabinen und mit Mikrofon und Kopfhörer, so dass alle Schüler ungestört gleichzeitig sprechen, aber nur sich, einen Lehrer oder bestimmte Gruppenteilnehmer hören können. Dies erhöht zum Beispiel die Sprechdauer der einzelnen Schüler während des Frontalunterrichts.

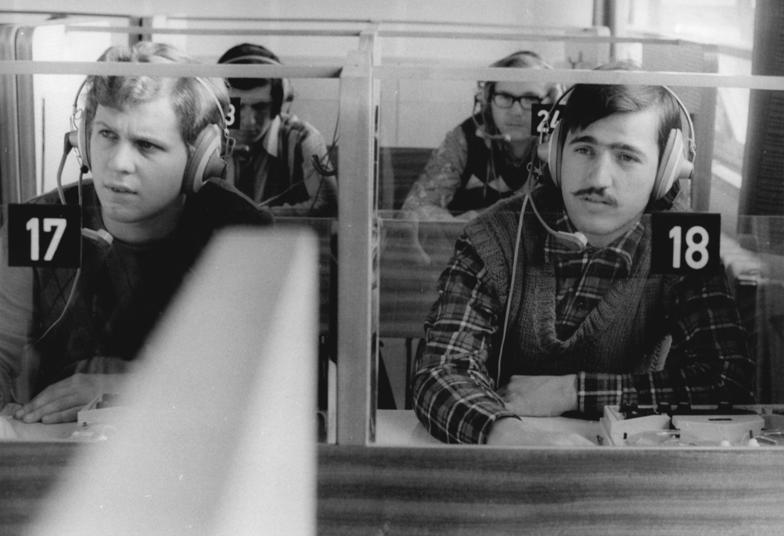
Sprachlabor in der BBS des VEG Saatzucht Langenstein (DDR) 1975

## Beschreibung
In den Anfängen  bestand das Labor aus Reihen von Einzelkabinen, die meist frontal auf den Lehrertisch ausgerichtet waren, von dem aus die Lernprogramme an die Schülertische gespielt wurden. Alle Schüler hatten einen Kopfhörer mit Mikrofon. Die Lehrperson besaß ein Kontrollpult, mit dessen Hilfe sie ebenfalls über Kopfhörer und Mikrofon entweder zu allen Schülern sprechen oder individuell Kontakt aufnehmen und kontrollieren konnte. Es existierten Sprachlabore zum alleinigen Hören, zum Hören und Sprechen, und zum Hören, Sprechen und Aufnehmen der Schülerstimme. Im Optimalfall sind die Schüler durch Trennwände separiert, um eine gewisse akustische Isolation zu erreichen, aber auch damit der Schüler von anderen Schülern getrennt agieren kann.

## Geschichte
Das Konzept des Sprachlabors geht auf den Psychologen B. F. Skinner zurück. Das Sprachlabor verbreitete sich seit den 1950er Jahren in den Vereinigten Staaten und seit den 1960er Jahren in der Bundesrepublik Deutschland. Aufgrund der wirtschaftlichen und politischen Situation wurde damals der Unterricht von modernen Fremdsprachen flächendeckend für alle Schulen eingeführt. Heute wird das Sprachlabor meistens durch Computerarbeitsräume ersetzt.

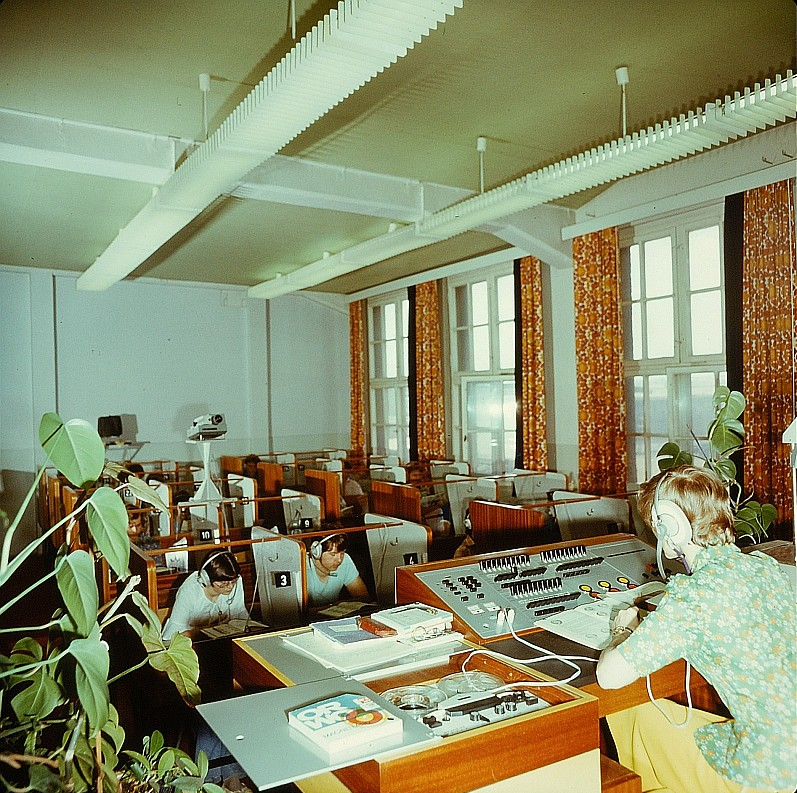
Sprachlabor 1978

Im Sprachlabor wurde typischerweise nach der so genannten audiolingualen Methode gelehrt, die sich von der Lerntheorie her auf die Verhaltenspsychologie von Skinner bezog, von der Sprachbeschreibung dagegen auf die strukturalistische Sprachbeschreibung nach Bloomfield. Skinner vertrat die Ansicht, dass das Lernen von Sprachen wie ein Verhalten erlernbar sei. Daher wird nach dem Reiz-Reaktions-Schema unterrichtet, auf das positive Verstärkung (Belohnung) folgt. Lernen erfolgt durch Nachahmen, daher sah das Übungsschema einen Stimulus, eine Schülerantwort, richtige Lösung vom Tonband und Nachsprechen der richtigen Lösung vor. Bloomfield führte eine beschreibende Sprachbetrachtung ein und löste daher die Vorherrschaft des Grammatikunterrichts ab, der sich auf die lateinischen grammatischen Kategorien bezog. Seit den 1970er und 1980er Jahren wurde die audiolinguale Methode durch die so genannte kommunikative Methode verdrängt, die außer Hören und Sprechen auch Lesen und Schreiben in der Fremdsprache zum Gegenstand hat.

## Moderne Versionen
In heutiger Zeit sind Sprachlabore zumindest zum Teil mit Software ausgestattet. Im Sprachlabor sind die Schüler-PCs (vollwertige Multimedia-Computer mit Tastatur, Maus, Bildschirm und Headset) über LAN mit einem Lehrer-PC und/oder Server verbunden. Der Vortragende kann den Studierenden Video-Clips mit Ton auf ihre Computer schicken.
Diese können dann selbst dazu sprechen (zum Beispiel eine Marktszene) und nachher vergleichen, was sie gesprochen haben und wie der Originalton ist.
Unterstützt wird das durch eine optische Anzeige der Sprachmodulation (Waveform-Analyse).
Der Vortragende kann zu jedem Studierenden hineinhören, mit ihm sprechen, ihm Texte schicken und vieles mehr.
Natürlich kann auch alles projiziert werden.

## Vorteile
Ein Vorteil des Sprachlabors ist die größere Sprech- und damit Übungszeit, die dem Schüler verglichen mit dem herkömmlichen Lehrer-Schüler-Dialog zukommt. Im normalen Unterricht wird die verfügbare Zeit auf alle Schüler aufgeteilt, weswegen pro Schüler üblicherweise nicht mehr als 1–3 Minuten zum Üben mit dem Lehrer zur Verfügung stehen (30 Schüler verteilt auf 45–90 Minuten). Mit einem Sprachlabor ist es jedoch möglich, dass alle Schüler gleichzeitig üben können, wodurch die Sprechzeit um das Zehnfache steigt. Der Lehrer verliert die Kontrolle über die Schüler nicht, und die Schüler haben die Möglichkeit, Fragen an den Lehrer zu stellen, ohne dass diese von Mitschülern mitgehört werden.

## Kritik
Sprachlabore sind in der Anschaffung kostenintensiv. Als zu Beginn Sprachlabore noch „magnetbandbasiert“ waren, war die Technik wartungsintensiv, und oft konnten Kabinen nicht genutzt werden. Ein weiteres Problem war, dass sowohl Schüler als auch Lehrer häufig mit der Bedienung überfordert waren.